# Otto von Porat
Otto von Porat   (Älmhult, 29 de novembre de 1903 - Bærum, 14 d'octubre de 1982) va ser un boxejador noruec que va competir durant les dècades de 1920 i 1930.
El 1924 va prendre part en els Jocs Olímpics de París, on guanyà la medalla de plata de la categoria del pes pesant, en superar en la final a Søren Petersen.
Posteriorment passà al professionalisme, amb un balanç de 37 victòries i 11 derrotes.